# 向山町 (豊橋市)
向山町（むかいやまちょう）は、愛知県豊橋市にある地名。15の小字がある。

## 地理
豊橋市の中央部に位置し、西は前田南町、南は佐藤町・つつじが丘、北東は向山西町、南東は向山大池町・向山東町・三ノ輪町に接する。

### 河川
- 柳生川

### 小字
町内に属している小字は、以下の通りである。
| - 池下（いけした） - 池端（いけはた） - 一本松（いっぽんまつ） - 川北（かわきた） - 庚申下（こうしんした） | - 水車（すいしゃ） - 塚南（つかみなみ） - 伝馬（てんま） - 中畑（なかはた） - 西猿（にしざる） | - 東猿（ひがしざる） - 七面（ひちめん） - 三ツ塚（みつづか） - 南中畑（みなみなかはた） - 三ノ輪（みのわ） |

## 歴史

### 沿革
- 1895年（明治28年）1月25日 - 渥美郡豊橋村の一部より、豊橋町大字向山が成立[2]。
- 1906年（明治39年）8月1日 - 市制施行に伴い、豊橋市大字向山となる[2]。
- 1926年（大正15年）2月5日 - 向山町に改称[2][3]。
- 1932年（昭和7年）10月11日 - 一部が向山大池町・向山西町・向山台町となる[2][4]。
- 1933年（昭和8年）10月1日 - 一部が舟原町・前田町・小畷町・西ノ又町・前田南町となる[2][5]。
- 1959年（昭和34年）10月20日 - 一部が三ノ輪町・向山東町となる[2][6]。
- 1973年（昭和48年）6月12日 - 一部を前田町へ編入[2][7]。

## 世帯数と人口
2019年（平成31年）4月1日現在の世帯数と人口は以下の通りである。
| 町丁   | 世帯数  | 人口    |
| ------ | ------- | ------- |
| 向山町 | 851世帯 | 2,011人 |

### 人口の変遷
国勢調査による人口の推移
| 1995年（平成7年）  | 2,235人 | [ WEB 6 ]  |  |
| 2000年（平成12年） | 2,134人 | [ WEB 7 ]  |  |
| 2005年（平成17年） | 2,066人 | [ WEB 8 ]  |  |
| 2010年（平成22年） | 2,057人 | [ WEB 9 ]  |  |
| 2015年（平成27年） | 2,002人 | [ WEB 10 ] |  |

## 学区
市立小・中学校に通う場合、学区は以下の通りとなる。また、愛知県立高等学校全日制普通科に通う場合の学区は以下の通りとなる。
| 字・番地・区域等               | 小学校             | 中学校             | 高等学校 |
| ------------------------------ | ------------------ | ------------------ | -------- |
| 字七面                         | 豊橋市立松山小学校 | 豊橋市立中部中学校 | 三河学区 |
| 第二向山町自治会区域に属する部 | 豊橋市立新川小学校 | 豊橋市立中部中学校 | 三河学区 |
| その他                         | 豊橋市立向山小学校 | 豊橋市立中部中学校 | 三河学区 |

## 交通
- 愛知県道502号豊橋環状線（豊橋環状線）

## 施設
- 愛知県立豊橋商業高等学校
- 愛知県立豊橋東高等学校
- アピタ向山店
- 豊橋信用金庫向山支店
- 大垣共立銀行豊橋支店
- 向山緑地（梅林園）
- 豊橋市交通児童館
- 向山霊苑
- 安養寺
- 宝形院

宝暦年間ごろの開創。もともとは中世古町にあった。1906年（明治39年）には花田町斉藤に敷地1465坪の土地を求め、1917年（大正6年）に移転完了をみた。1960年（昭和35年）6月15日、都市計画により活動に不適となったため、向山町に移転。
- 石巻神社

- 宝形院
- アピタ向山店
- 大垣共立銀行豊橋支店
- 交通児童館

## その他

### 日本郵便
- 郵便番号 : 440-0864[WEB 3]（集配局：豊橋郵便局[WEB 13]）。